# Мост-Раша
Мост-Раша (хрв. Most-Raša, итал. Ponte d’Arsia) је насељено место у општини Раша, Истарска жупанија, Хрватска.

## Историја
До територијалне реорганизације у Хрватској било је у саставу старе општине Лабин.

## Становништво
У попису становништва из 2011. године, Мост-Раша је имала 78 становника.
| Број становника према пописима | Број становника према пописима | Број становника према пописима | Број становника према пописима | Број становника према пописима | Број становника према пописима | Број становника према пописима | Број становника према пописима | Број становника према пописима | Број становника према пописима | Број становника према пописима | Број становника према пописима | Број становника према пописима | Број становника према пописима | Број становника према пописима | Број становника према пописима |
| ------------------------------ | ------------------------------ | ------------------------------ | ------------------------------ | ------------------------------ | ------------------------------ | ------------------------------ | ------------------------------ | ------------------------------ | ------------------------------ | ------------------------------ | ------------------------------ | ------------------------------ | ------------------------------ | ------------------------------ | ------------------------------ |
| 1857                           | 1869                           | 1880                           | 1890                           | 1900                           | 1910                           | 1921                           | 1931                           | 1948                           | 1953                           | 1961                           | 1971                           | 1981                           | 1991                           | 2001                           | 2011                           |
| 0                              | 0                              | 19                             | 28                             | 10                             | 7                              | 932                            | 0                              | 215                            | 166                            | 157                            | 122                            | 85                             | 100                            | 91                             | 78                             |

Напомена: Године 1857. и 1869. подаци су садржани у насељу Бргод, а 1931. у насељу Тргет. Године 1921. садржи податке за насеља Бргод, Поље, Рогочана (Лабин), Тргет и део података за насељено место Тргетари. Исказује се као насеље од 1948.